# Hesperolaburnum platycarpum
Hesperolaburnum es un género monotípico de plantas con flores perteneciente a la familia Fabaceae. Su única especie:  Hesperolaburnum platycarpum (Maire) Maire, es originaria del Norte de África en Marruecos.

## Propiedades
Se ha demostrado la presencia de varios alcaloides quinolizidínicos, incluyendo los alcaloides quinolizidínicos α-isosparteine, esparteína.

## Taxonomía
Hesperolaburnum platycarpum fue descrito por (Maire) Maire  y publicado en Bulletin de la Société d'Histoire Naturelle de l'Afrique du Nord 39: 131. 1949.
Sinonimia
- Cytisus platycarpos Maire
- Laburnum platycarpum Maire basónimo[4]